# Lion of Judas
Lion of Judas è il secondo e ultimo album della band statunitense deathcore Elysia, pubblicato il 10 giugno 2008 dall'etichetta Ferret Records.
L'album mostra un grande cambiamento di stile rispetto al precedente, Masochist.

## Tracce
Testi e musiche di Elysia - Zak Vargas.
1. Lack of Culture – 2:45
2. Flood of Kings – 2:01
3. Box of Need(les) – 3:38
4. Crown of Thorns – 4:11
5. Plague of Insects – 3:26
6. Pride of Lions – 2:03
7. Curse of God, Pt. 1 – 2:21
8. Fountain of Life, Pt. 2 – 2:42
9. Lion of Judas – 4:57

Durata totale: 28:04